# George Abbott (regissör)
George Francis Abbott, född 25 juni 1887 i Forestville i Chautauqua County i New York, död 31 januari 1995 i Miami Beach i Florida, var en amerikansk skådespelare, musikalförfattare och regissör på Broadway. 

## Biografi
Abbott föddes i Forestville i norra delen av delstaten New York, men 1898 flyttade familjen till Cheyenne i Wyoming där Abbott gick på Kearney Military Academy. Familjen återvände senare till New York där Abbott utexamineras från Hamburg High School 1907. Han fick en Bachelor of Arts-examen från University of Rochester 1911 och skrev pjäsen Perfectly Harmless som spelades up vid University Dramatic Club samma år.
Som skådespelare debuterade Abbott 1913 på Fulton Theatre i New York som "Babe" Merill i The Missleading lady. Han blev tidigt bemärkt genom sin utomordentliga förmåga inom karaktärsfacket. Bland en rad träffsäkert utformade typer kan nämnas Henny Allen i Daddies, Sylvester Cross i The Broken Swing och Texas i Lander the Great.
Abbott skrev ett 20-tal omtyckta komedier av vilka flera, t. ex. Broadway och Three Men on a Hoarse uppfördes i Stockholm. Hans dramatiska arbeten visar upp honom som en god iakttagare och humorist och ställer honom i främsta ledet av 1900-talets amerikanska komediförfattare.